# Instruccions per a l'ensenyança de minyons
 (août 2017).
Instruccions per a l'ensenyança de minyons (le titre originel est Instruccions per la ensenyansa de minyons), qui peut se traduire par Instructions pour l'éducation des enfants, est un ouvrage pédagogique du siècle des Lumières écrit par Baldiri Reixac (ca) et publié à Gérone en 1749.

## Présentation
L'ouvrage, qui s'adresse aux instituteurs des zones rurales, est considéré comme l'une des premières encyclopédies catalanes. Il prend la défense de l'enseignement primaire en catalan, préférable à l'utilisation d'une langue comme le latin. Reixac considère cependant que l'espagnol reste la langue d'échange du royaume et est donc fort utile.
Le premier livre comprend une encyclopédie avec de petits dictionnaires catalan - espagnol et des grammaires, un traité pédagogique et un ensemble d'instructions. Le second est un recueil de notions de logique, physique, mathématiques et géographie.
À l'époque, il eut beaucoup de succès, comme en témoignent les sept éditions en catalan (langue majoritaire à Gérone). L'ouvrage a été traduit en espagnol et en français.